# Розподільна установка

Розподільна установка 0,4 кВ

Розподільна установка 10 кВ

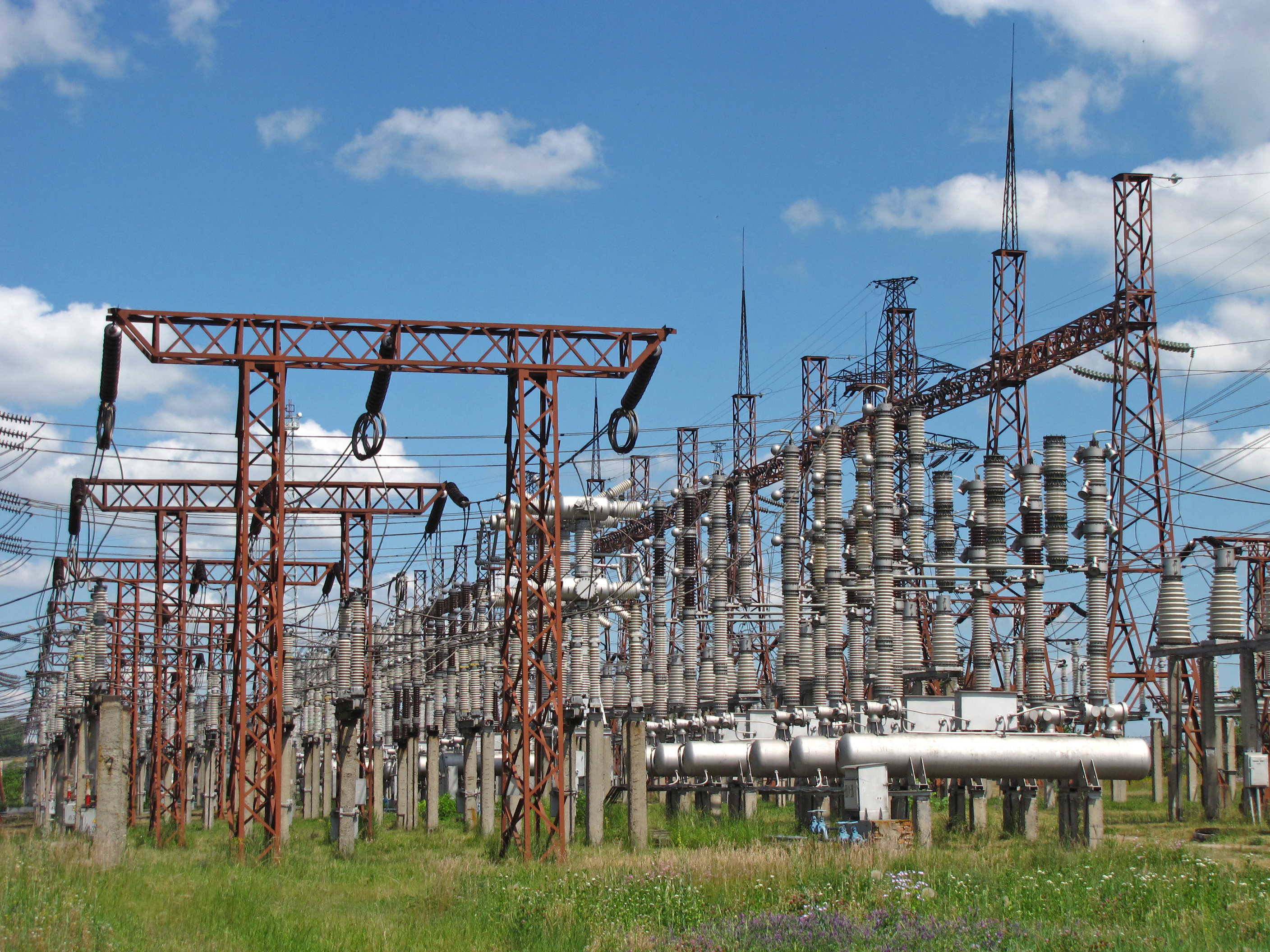
Відкрита розподільна установка 150 кВ

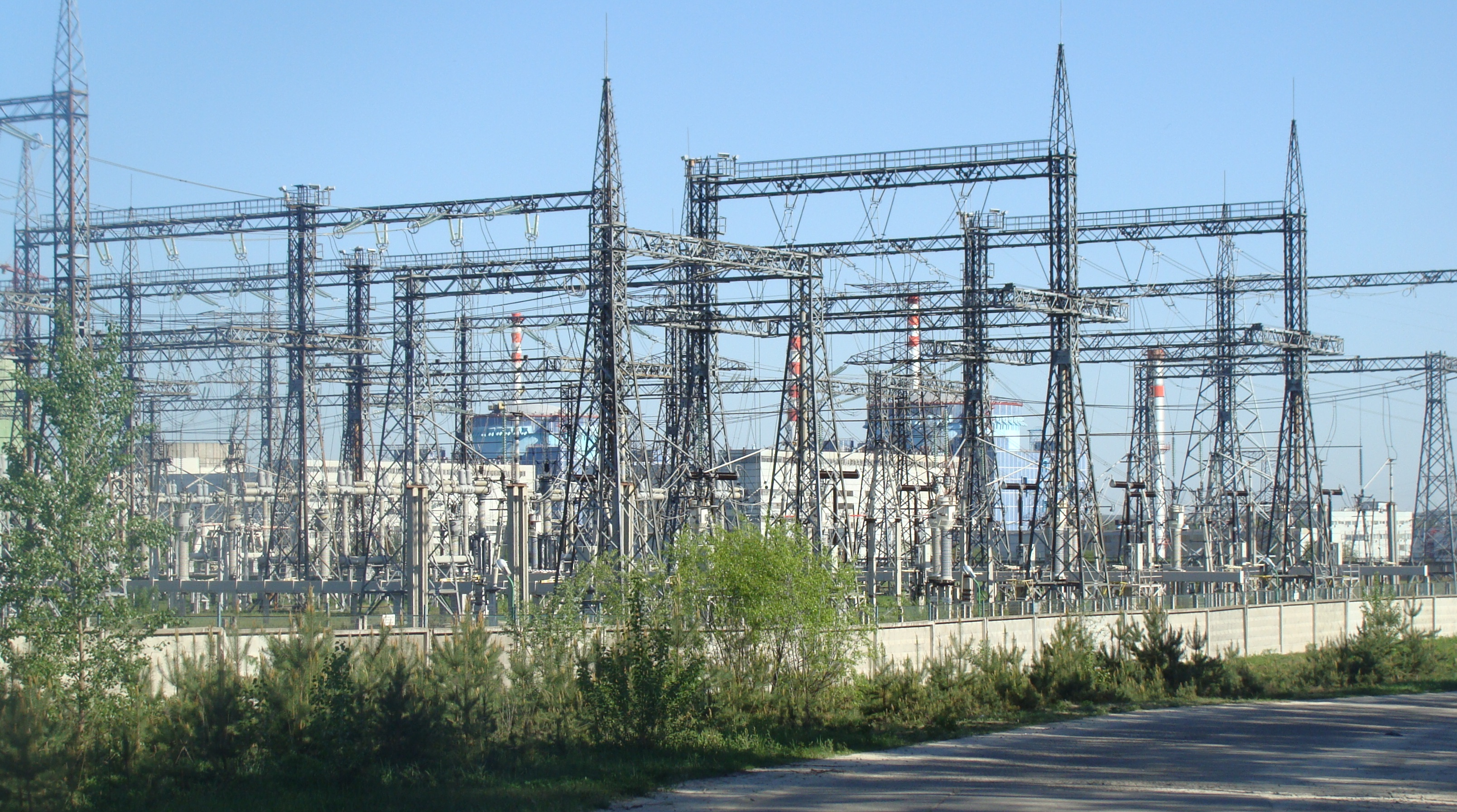
Відкрита розподільна установка 330 кВ, Хмельницька АЕС

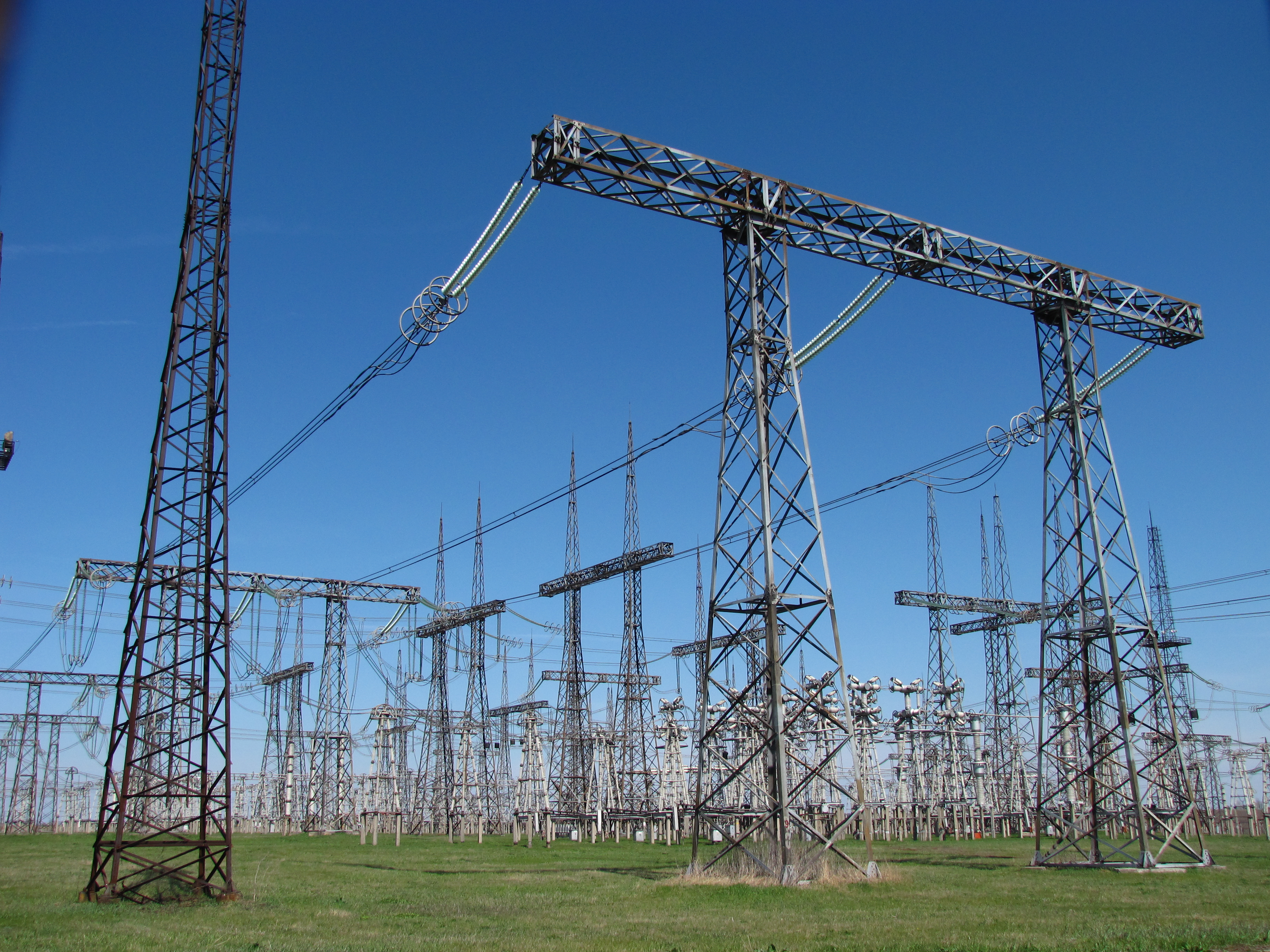
Відкрита розподільна установка 750 кВ

Розподільна установка (розподільний або розподільчий пристрій, РП) — це електрична установка для прийому електроенергії (від генераторів електростанції, трансформаторів, перетворювачів, ліній електропередач і т.ін.) і розподілу між окремими споживачами.
До складу розподільних установок входять: вимикачі, роз'єднувачі, трансформатори струму і напруги, вимірювальні прилади, збірні шини, розрядники, реактори електричні. Для забезпечення можливості ремонту розподільних установок або ділянок електромережі, не припиняючи енергопостачання споживачів, збірні шини розподільних установок розділять на секції та системи.

## Загальні вимоги
Вибір проводів, шин, апаратів, приладів і конструкцій необхідно здійснювати як за нормальним режимом роботи (відповідність робочій напрузі і струму основних і допоміжних кіл, частоти мережі, заданому класу точності, умовам експлуатації тощо), так і за умовами роботи в разі короткого замикання з урахуванням термічних і динамічних впливів, комутаційної спроможності.
РП повинні мати чіткі написи з боків обслуговування, які вказували б на призначення окремих приєднань і панелей, а встановлені на панелях прилади та апарати написи або маркування відповідно до схем, за якими виготовлялася установка.
Частини РП, які належать до кіл різного роду струму і різних напруг, слід виконувати і розташовувати так, щоб була забезпечена можливість їх чіткого розпізнавання.
Взаємне розташування фаз і полюсів у межах усієї установки має бути однаковим. Шини повинні мати фарбування, передбачене главою 1.1 Правил влаштування електроустановок. На струмовідних частинах головного кола РП слід передбачати можливість установлення переносних захисних
заземлень.
Усі металеві частини РП, крім виготовлених із корозійностійких матеріалів, повинні мати антикорозійне покриття.
Захист від ураження електричним струмом має відповідати вимогам глави 1.7 ПУЕ:2006.

## Класифікація
Розподільні установки поділяються за різними параметрами.
За місцем встановлення та типом:
- ВРУ - відкриті розподільні установки, що розташовуються на відкритому повітрі без захисту від дії зовнішнього середовища;
- ЗРУ - закриті розподільні установки, що розташовуються в закритих приміщеннях:
  - КРУ - комплектні розподільні установки, що, як правило, являть з себе виріб заводського виготовлення;
    - КРУЕ - комплектні розподільні установки з елегазовим наповненням.

За класом напруги:
- низької напруги (НН, до 1,5 кВ);
- середньої напруги (СН, від 3 до 35 кВ);
- високої напруги (ВН, від 110 до 330 кВ);
- надвисокої напруги (НВН, від 500 кВ) і т.д.

За типом струму:
- змінного струму;
- постійного струму.

За будовою:
- З однією системою збірних шин:
  - Не секціоновані (з однією секцією шин);
  - Секціоновані (з двома та більше секціями шин);
- З двома (дуже рідко більше) системами збірних шин.